# Río Piedras (Porto Rico)

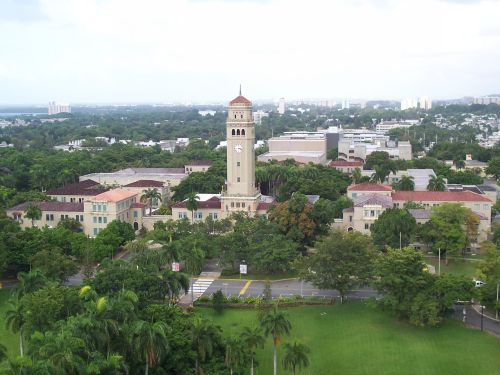
Campus Río Piedras da Universidade de Porto Rico, cuja torre com relógio é um marco tanto da universidade quando de Río Piedras.

Río Piedras é um distrito de San Juan (Porto Rico) que foi fundado como uma municipalidade separada em 1714. É a sede do principal campus da Universidade de Porto Rico desde 1903, a qual dá à cidade a reputação de «Ciudad Universitaria». Rio Piedras foi considerada uma municipalidade até 1951, quando, por motivos administrativos, decidiu-se por sua incorporação ao município de San Juan.